# Llista d'estacions d'esquí dels Pirineus
Llista d'estacions d'esquí dels Pirineus, tant estacions d'esquí alpí com nòrdic, ordenades alfabèticament per regió o país.
| Andorra                                         | Andorra                          | Andorra                        | Andorra |
| Nom                                             | Ubicació                         | Tipus                          | Coordenades |
| ----------------------------------------------- | -------------------------------- | ------------------------------ | --- |
| Grandvalira                                     | Pas de la Casa, Encamp i Canillo | alpí i fons (sector Grau Roig) | 42° 33′ 19″ N, 1° 36′ 57″ E / 42.555384°N,1.615793°E 42° 31′ 55″ N, 1° 41′ 54″ E / 42.531815°N,1.698457°E 42° 32′ 23″ N, 1° 43′ 54″ E / 42.539615°N,1.731754°E |
| Naturlandia - la Rabassa                        | Sant Julià de Lòria              | fons                           | 42° 26′ 29″ N, 1° 31′ 42″ E / 42.441389°N,1.528333°E |
| Vallnord                                        | La Massana i Ordino              | alpí                           | 42° 32′ 12″ N, 1° 29′ 23″ E / 42.536653°N,1.489853°E 42° 34′ 23″ N, 1° 28′ 06″ E / 42.573065°N,1.468203°E 42° 37′ 54″ N, 1° 29′ 59″ E / 42.631559°N,1.499826°E |
| Aragó                                           |                                  |                                | |
| Nom                                             | Ubicació                         | Tipus                          | Coordenades |
| Astú                                            | Jaca                             | alpí i fons                    | |
| Candanxú                                        | Aïsa                             | alpí i fons                    | |
| Cerler                                          | Cerler                           | alpí                           | |
| els Plans de l'Hospital                         | Benasc                           | fons                           | |
| Aramón-Formigal                                 | Sallent de Gàllego               | alpí i fons                    | |
| Aramón-Panticosa                                | Panticosa                        | alpí i fons                    | |
| Catalunya                                       |                                  |                                | |
| Nom                                             | Ubicació                         | Tipus                          | Coordenades |
| Aransa                                          | Arànser (Lles)                   | fons                           | 42° 25′ 22″ N, 1° 38′ 07″ E / 42.422729°N,1.635313°E |
| Boí Taüll                                       | Vall de Boí                      | alpí                           | 42° 32′ 06″ N, 0° 51′ 22″ E / 42.534867°N,0.856075°E |
| Bonabé (abandonada)                             | Alt Àneu                         | fons                           | 42° 45′ 23″ N, 1° 04′ 40″ E / 42.756332°N,1.077828°E |
| Coll de Pal                                     | Bagà                             | Alpí                           | 42° 18′ 48″ N, 1° 55′ 11″ E / 42.313449°N,1.919829°E |
| Gran Pallars (Espot Esquí, Port Ainé)           | Espot, Rialp                     | alpí i fons                    | 42° 33′ 49″ N, 1° 05′ 37″ E / 42.563611°N,1.093611°E 42° 25′ 42″ N, 1° 12′ 41″ E / 42.428428°N,1.211517°E                                                      |
| Guils Fontanera                                 | Guils de Cerdanya                | fons                           | 42° 27′ 36″ N, 1° 50′ 24″ E / 42.460000°N,1.840000°E |
| Lles                                            | Lles de Cerdanya                 | fons                           | 42° 25′ 52″ N, 1° 40′ 05″ E / 42.431111°N,1.668056°E |
| Masella (Alp 2500)                              | Alp                              | alpí                           | 42° 21′ 04″ N, 1° 54′ 08″ E / 42.351247°N,1.902092°E |
| Molina, la (Alp 2500)                           | Alp                              | alpí                           | 42° 20′ 38″ N, 1° 57′ 23″ E / 42.343828°N,1.956253°E |
| Port del Comte                                  | la Coma i la Pedra               | alpí                           | 42° 10′ 20″ N, 1° 33′ 42″ E / 42.172222°N,1.561667°E |
| Rasos de Peguera (abandonada)                   | Castellar del Riu                | alpí                           | 42° 08′ 32″ N, 1° 45′ 45″ E / 42.142222°N,1.7625°E |
| Tavascan                                        | Tavascan                         | alpí i fons                    | 42° 40′ 43″ N, 1° 13′ 10″ E / 42.678553°N,1.219561°E |
| Sant Joan de l'Erm                              | Montferrer i Castellbò           | fons                           | 42° 25′ 00″ N, 1° 17′ 14″ E / 42.416708°N,1.287361°E |
| Tuixent - la Vansa                              | Tuixent i la Vansa i Fórnols     | fons                           | 42° 13′ 22″ N, 1° 32′ 19″ E / 42.222872°N,1.538497°E |
| Baquèira-Beret                                  | Naut Aran i Alt Àneu             | alpí i fons (Pla de Beret)     | 42° 41′ 59″ N, 0° 56′ 02″ E / 42.699694°N,0.933817°E |
| Vall de Núria                                   | Queralbs                         | alpí                           | 42° 23′ 50″ N, 2° 09′ 21″ E / 42.397333°N,2.155806°E |
| Vall Fosca (inacabada)                          | Espui                            | alpí                           | |
| Vallter 2000                                    | Camprodon                        | alpí                           | 42° 25′ 24″ N, 2° 15′ 24″ E / 42.423381°N,2.256714°E |
| Virós-Vallferrera                               | Araós- Alins                     | fons                           | 42° 31′ 30″ N, 1° 17′ 02″ E / 42.524878°N,1.284003°E |
| Llessui                                         | Llessui                          | alpí                           | |
| la Tuca                                         | Betren                           | alpí                           | |
| els Forquets                                    | Prats de Molló                   | alpí                           | |
| Coll de Jou                                     | Mosset                           | alpí                           | |
| Catalunya del Nord                              |                                  |                                | |
| Nom                                             | Ubicació                         | Tipus                          | Coordenades |
| Els Angles (Espai Nòrdic del Capcir)            | Els Angles                       | Alpí i fons                    | 42° 33′ 51″ N, 2° 03′ 54″ E / 42.564149°N,2.064931°E |
| Eina-Cambra d'Ase                               | Eina i Sant Pere dels Forcats    | Alpí                           | 42° 28′ 24″ N, 2° 06′ 11″ E / 42.473457°N,2.103158°E |
| El Capcir - Matamala (Espai Nòrdic del Capcir)  | Capcir                           | Fons                           | 42° 33′ 28″ N, 2° 06′ 40″ E / 42.557762°N,2.111021°E |
| Font-romeu                                      | Font-romeu                       | Alpí                           | 42° 31′ 15″ N, 2° 02′ 00″ E / 42.520702°N,2.033318°E |
| Formiguera (Espai Nòrdic del Capcir)            | Formiguera                       | Alpí i fons                    | 42° 37′ 24″ N, 2° 04′ 08″ E / 42.623444°N,2.069018°E |
| Pirineus 2000                                   | Bolquera                         | Alpí                           | 42° 31′ 16″ N, 2° 03′ 37″ E / 42.521143°N,2.060253°E |
| Portè                                           | Portè                            | Alpí                           | 42° 33′ 22″ N, 1° 48′ 18″ E / 42.556217°N,1.804893°E |
| Puigbalador - Riutort (Espai Nòrdic del Capcir) | Puigbalador                      | Alpí i fons                    | 42° 39′ 00″ N, 2° 04′ 38″ E / 42.650000°N,2.077235°E |
| Er - Puigmal                                    | Puigmal                          | Alpí                           | 42° 23′ 44″ N, 2° 04′ 35″ E / 42.395688°N,2.076364°E |
| La Quillana                                     | La Quillana                      | Alpí                           | 42° 32′ 31″ N, 2° 07′ 03″ E / 42.541973°N,2.117534°E |
| Occitània                                       |                                  |                                | |
| Nom                                             | Ubicació                         | Tipus                          | Coordenades |
| Ascon Palhèras                                  | Ascon                            | alpí                           | |
| Artosta                                         | Artosta                          | alpí                           | |
| Acs                                             | Acs                              | alpí                           | 42° 42′ 03″ N, 1° 48′ 50″ E / 42.700833°N,1.813889°E |
| Barèjas e era Mongia                            | Barèjas i era Mongia             | alpí                           | |
| eth Borg d'Oèlh                                 | Banhèras de Luishon              | alpí                           | |
| Camurac                                         | Camurac                          | alpí                           | |
| Cauterès                                        | Cauterès                         | alpí                           | |
| Gavarnia                                        | Gavarnia                         | alpí                           | |
| Golier                                          | Vic de Sos                       | alpí                           | |
| Gorèta                                          | Gorèta                           | alpí                           | |
| Guset                                           | Guset                            | alpí                           | |
| Nautacalm                                       |                                  | alpí                           | |
| Lutz Ardidèn                                    | Lutz                             | alpí                           | |
| Mijanès                                         | Mijanès                          | alpí                           | |
| los Monts d'Olms                                | Montsegur                        | alpí                           | |
| eth Mortís                                      | eth Mortís                       | alpí                           | |
| Pèiragudas (Pèirasòrda i eras Agudas)           | Banhèras de Luishon              | alpí                           | |
| Piau Engalí                                     | Piau                             | alpí                           | |
| era Pèira de Sent Martin                        | Arèta                            | alpí                           | |
| Sent Leri                                       | Sent Leri Solan                  | alpí                           | |
| Superbanhèras                                   | Banhèras de Luishon              | alpí                           | |
| Vau Loron                                       | Oèlh                             | alpí                           | |